# Grimmia wilsonii
Grimmia wilsonii är en bladmossart som beskrevs av Greven 1998. Grimmia wilsonii ingår i släktet grimmior, och familjen Grimmiaceae. Inga underarter finns listade i Catalogue of Life.